# Đuôi cụt mặt đen
Đuôi cụt mặt đen, tên khoa học Pitta anerythra, là một loài chim trong họ Pittidae.
Nó được tìm thấy trên đảo Buka ở Papua New Guinea và quần đảo Solomon. Môi trường sống tự nhiên của nó là rừng đất thấp ẩm nhiệt đới hoặc cận nhiệt đới. Nó bị đe dọa do mất môi trường sống.